# Анжелик Бойер
Анжелик Моник Полет Боайе Русо (на френски: Angélique Monique Paulette Boyer Rousseau), известна още като Анжелик Бойер (на испански: Angelique Boyer) е мексиканска актриса и певица от френски произход. Родена е в град Сен Клод, Жура, Франция на 4 юли 1988 г.

## Биография
Родена е в комуната „Сен Клод“ във Франция. Там преминават първите години от живота ѝ. През 1990 г. тя и семейството ѝ се установяват в Мексико.
Като петгодишна започва кариера на модел. На осем години получава възможността да влезе в детския отдел на „Център за образоване на актьори“ (CEA). Завършва школата на 11 години.
Става част от поп-групата „Rabanitos Verdes“. След това на 14-годишна възраст отново влиза в „СЕА“. Две години по-късно участва за прослушване за теленовелата „Непокорните“ и участва в три сезона. Участва в новелата „Непокорно сърце“, а след това получава първата си главна роля в теленовелата „Тереса“. През последните години става една от най-търсените актриси в мексиканската телевизия.

## Личен живот
Актрисата има кратка връзка с актьора Себастиан Сурита, с когото си партнира в теленовелата „Непокорно сърце“. От 2011 г. Анжелик има връзка с продуцента Хосе „Ел Гуеро“ Кастро, с когото се запознава по времето когато протагонизира теленовелата „Тереса“ и който е с 25 години по-възрастен от нея. Връзката им приключва през март 2014 г.. През септември 2014 г. актрисата започва връзка с колегата си Себастиан Рули, с който играе в теленовелите „Тереса“ и „Това, което животът ми открадна“. Двамата потвърждават лично отношенията си в профилите си в социалната мрежа Туитър.

## Филмография
- Странното завръщане на Диана Саласар (El extraño retorno de Diana Salazar) (2024/25) – Диана Саласар / Леонор де Сантяго
- Непобедима любов (El amor invencible) (2023) – Марена Рамос / Леона Браво
- Да преодолееш липсата (Vencer la ausencia) (2022) – Рената Санчес Видал
- Да преодолееш миналото (Vencer el pasado) (2021) – Рената Санчес Видал
- Империя от лъжи (Imperio de mentiras) (2020) – Елиса Канту
- Любов до смърт (Amar a muerte) (2018/19) – Лусия Борхес
- Трите лица на Ана (Tres veces Ana) (2016) – Ана Лусия/Ана Лаура/Ана Летисия
- Това, което животът ми открадна (Lo que la vida me robo) (2013) – Монсерат Мендоса
- Бездната на страстта (Abismo de pasion) (2012) – Елиса Кастаньон
- Тереса (Teresa) (2010) – Тереса Чавес Агире
- Жени убийци (Mujeres Asesinas) (2009) – Соледад Оропеса „Синди“
- Непокорно сърце (Corazon salvaje IV) (2009) – Химена/Естрея/Анхела Вияреал
- Душа от желязо (Alma de hierro) (2008) – Сандра „Санди“ Хиеро
- Малки момичета като теб (Muchachitas como tu) (2007) – Маргарита Виясеньор
- Непокорните (Мексико) (Rebelde (Mexico)) (2004/05) – Виктория „Вико“ Пас